# Cranopsis ibarrai
Cranopsis ibarrai là một loài cóc trong họ Bufonidae.
Nó được tìm thấy ở Guatemala và Honduras.
Các môi trường sống tự nhiên của chúng là các khu rừng vùng núi ẩm nhiệt đới hoặc cận nhiệt đới, đầm nước, đầm nước ngọt, và vùng đồng cỏ. Loài này đang bị đe dọa do mất nơi sống.